# HD24033
HD24033 — хімічно пекулярна зоря спектрального класу A, що має видиму зоряну величину в смузі V приблизно  8,6.
Вона  розташована на відстані близько 594,1 світлових років від Сонця.